# ITunes Live From Tokyo (capsuleのシングル)
『iTunes Live From Tokyo』（アイチューンズ・ライブ・フロム・トーキョー）は、2008年12月24日にcontemodeより配信されたcapsuleのデジタルシングルである。

## 背景
本作は、iTunes Store限定で配信されている、配信限定ライブシングルのシリーズ企画『Live From Tokyo』の一環として発売されたものである。収録されているのは、2008年11月29日にApple Store Shibuyaにて開催されたインストアライブで使用された音源で、全て同年11月19日に発売されたcapsuleのアルバム『MORE! MORE! MORE!』の収録曲のリアレンジバージョンである。なお、収録内容は、ライブの模様を録音したものではなく、あくまでライブで "使用" された音源であるため、歓声や手拍子などが音源に含まれているわけではない。

## 楽曲について
3.JUMPER (Live mix)
12インチシングル『JUMPER』に収録されているバージョンのイントロの一部と同様のイントロがみられる。
4.Pleasure ground (Live mix)
アルバム『MORE! MORE! MORE!』に収録されている原曲には存在しなかった歌詞が追加されている。なお、11月29日開催のインストアライブで中田ヤスタカは本楽曲をプレイした際、「街に出たらもうクリスマス一色だったから、それに似合うようにニューバージョンを作りました」と語った。

## 収録曲
全作詞・全作曲：中田ヤスタカ
| #         | タイトル                             | 作詞  | 作曲・編曲 | 時間 |
| --------- | ------------------------------------ | ----- | ---------- | ---- |
| 1.        | 「more more more (Live mix)」        |       |            | 4:47 |
| 2.        | 「the mutations of life (Live mix)」 |       |            | 5:01 |
| 3.        | 「JUMPER (Live mix)」                |       |            | 6:55 |
| 4.        | 「Pleasure ground (Live mix)」       |       |            | 6:28 |
| 合計時間: | 合計時間:                            | 22:11 |            |      |